# Svjetski dan hepatitisa
Obilježavanje Svjetskog dana hepatitisa pokrenuto je 2008. godine kao odgovor na činjenicu da o kroničnim virusnim
hepatitisima nije ni blizu razvijena ni svjesnost niti politička volja kao što je to u slučaju HIV/AIDS-a, tuberkuloze (TB) i malarije. I to unatoč činjenici što je broj kronično zaraženih i godišnje umrlih od hepatitisa B i C jednak broju zaraženih HIV/ADIS-om, TB-om i malarijom. 
Svjetski dan hepatitisa dobio je službenu potporu vlada Alžira, Argentine, Australije, Belgije, Kanade, Kine, Demokratske Republike Kongo, Egipta, Gruzije, Irske, Jordana, Omana, Kuvajta, Škotske i Engleske. Ovu svjetsku kampanju također podupiru EASL, GAVI Alliance, Viral Hepatitis Prevention Board, Médecins Sans Frontières, IHRA, PAHO, ALEH, ELPA, IASL, APAVH i Asian Liver Centre.
U svibnju 2010. Svjetska zdravstvena organizacija službeno je potvrdila Svjetski dan hepatitisa kao međunarodni zdravstveni dan. Tom je rezolucijom SZO promijenila nadnevak obilježavanja i umjesto dotadašnjeg 19. svibnja kao Međunarodni dan hepatitisa od 2011. obilježava se 28. srpnja. Novi je datum izabran kao počast Baruchu Samuelu Blumbergu.

### Svjetski savez za hepatitis (World Hepatitis Alliance)
Obilježavanje Svjetskog dana hepatitisa koordinira Svjetski savez za hepatitis, nevladina organizacija osnovana 2007. godine,
koja predstavlja više od 280 udruga oboljelih od kroničnog hepatitisa B i C iz cijelog svijeta. Kao koalicijska zagovaračka
grupa, Svjetski savez za hepatitis predstavlja globalni glas za, prema procjeni, oko 500 milijuna ljudi širom svijeta koji žive s hepatitisom B ili C, a godišnje od toga umire oko 1,5 milijuna ljudi. Cilj Svjetskog saveza za hepatitis je omogućiti globalno vodstvo i podršku akciji koja će doprinijeti manjoj smrtnosti i boljem
životu ljudi koji žive s kroničnim hepatitisom B i C. Svjetski savez za hepatitis radi sa svjetskim vladama s ciljem povećanja
svjesnosti i pristupa liječenju kao i poboljšanju prevencije, skrbi i potpore, a s krajnjim ciljem iskorjenjivanja ove bolesti s planeta. 
Svjetskim savezom za hepatitis upravlja Odbor izabran od predstavnika udruga pacijenata iz sedam regija svijeta.
Svjetski savez za hepatitis razvio je širok spektar integriranih kampanja, uključujući i inicijative usmjerene na promjenu
politike kako na međunarodnoj tako i nacionalnoj razini. „Dvanaest pitanja/zahtjeva“ vladama su središnji element kampanje, a
postavljeni ciljevi trebaju doprinijeti boljem statusu oboljelih kako na međunarodnoj, tako i na nacionalnoj razini. Šest
pitanja jedinstvena su u cijelom svijetu, a preostalih šest specifična su za svaku pojedinu zemlju.
Zatraženo je od svih svjetskih vlada da potpišu „12 zahtjeva“ do kraja 2012. godine. To ne znači da se svih 12 zahtjeva
moraju ostvariti do 2012. godine. Umjesto toga bit će dovoljno da se vlade obvežu uključiti hepatitis u svoje javno zdravstvene i političke planove.
Svjetski je dan hepatitisa globalna inicijativa. Više od 280 udruga oboljelih dalo je podršku obilježavanju ovog dana, a
njihove aktivnosti provode se u Alžiru, Argentini, Australiji, Austriji, Azerbajdžanu, Bangladešu, Belgiji, Bosni i Hercegovini, Brazilu, Bugarskoj, Kanadi, Čileu, Kini, Kolumbiji, Hrvatskoj, Kubi, Dominikanskoj Republici, Egiptu, Francuskoj, Njemačkoj, Gani, Grčkoj, Gvatemali, Hong Kongu, Indiji, Izraelu, Italiji, Japanu, Jordanu, Južnoj Koreji, Kuvajtu, Libanonu, Libiji, Maleziji, Mali, Mauricijusu, Meksiku, Maroku, Nizozemskoj, Novom Zelandu, Nigeriji, Pakistanu, Peruu, Filipinima, Poljskoj, Portugalu, Puerto Ricu, Rumunjskoj, Rusiji, Srbiji, Singapuru, Slovačkoj, Španjolskoj, Švedskoj, Švicarskoj, Tajvanu, Tunisu, Turskoj, Velikoj Britaniji, Ujedinjenim Arapskim Emiratima, Urugvaju, Sjedinjenim Američkim Državama, Venezueli i Vijetnamu.

## Obilježavanje Svjetskog dana hepatitisa u Hrvatskoj

### 2008. godine
- Udruge pacijenata pokrenule su globalnu inicijativu obilježavanja Svjetskog Dana Hepatitisa 19. svibnja
- U Hrvatskoj akciju pod pokroviteljstvom Ministarstva zdravstva i socijalne skrbi koordinira HULOH "Hepatos" u ime Saveza oboljelih od hepatitisa RH
- Svjetski Savez za hepatitis poziva vlade da poduzmu hitne korake zbog epidemije B i C virusnog hepatitisa[3]

### 2009. godine
- na Klinici za infektivne bolesti „Dr. Fran Mihaljević“ održan je Simpozij u povodu Svjetskog dana hepatitisa.[4]
- na 11. sjednici Hrvatskog sabora 22. svibnja 2009. godine, izglasovana je Rezolucija o borbi protiv virusnih hepatitisa[5]

### 2010. godine
Cilj je globalne kampanje  „Ovo je hepatitis…“ u 2010. godini ukazati nizom edukacijskih poruka na važnost:
- Prevencije, dijagnostike, zaštite i liječenja[6]

### 2013. godine
Poruka javnozdravstvene kampanje bila je „Saznaj. Suoči se. Testiraj se.“. Tijekom cijelog mjeseca srpnja, koji je ujedno proglašen i Mjesecom svjesnosti o virusnim hepatitisima, Grad Zagreb u suradnji s Hrvatskom udrugom za borbu protiv HIV-a i virusnog hepatitisa provodio je niz aktivnosti s ciljem povećanja svjesnosti o načinu prijenosa virusa, čimbenicima rizika, potrebi testiranja kao prvom koraku u brizi za vlastito zdravlje tj. pravovremenog otkrivanja i liječenja ovih čestih infekcija.

### 2014. godine
U Hrvatskoj je tijekom srpnja 2014. provođena javna kampanja “Hepatitis: razmisli još jednom”.  Cilj kampanje bio je podizanje svijesti o virusnim hepatitisima među građanima Hrvatske, rizicima i načinima prijenosa te mogućnosti besplatnog, anonimnog, pouzdanog i brzog testiranja.

## Vanjske poveznice
|  | Zajednički poslužitelj ima stranicu o temi Hepatitis    |
|  | Zajednički poslužitelj ima još gradiva o temi Hepatitis |

- Službena stranica Svjetskog dana hepatitisa  Arhivirana inačica izvorne stranice od 28. siječnja 2017. (Wayback Machine)

|  | Molimo pročitajte upozorenje o korištenju medicinskih informacija. Ne provodite liječenje bez savjetovanja s liječnikom! |